# Będzin Miasto

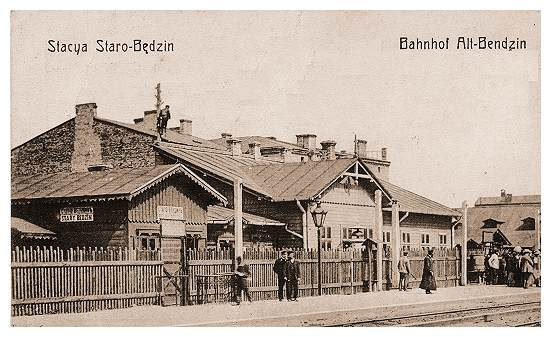
Dworzec Będzin Miasto w okresie I wojny światowej

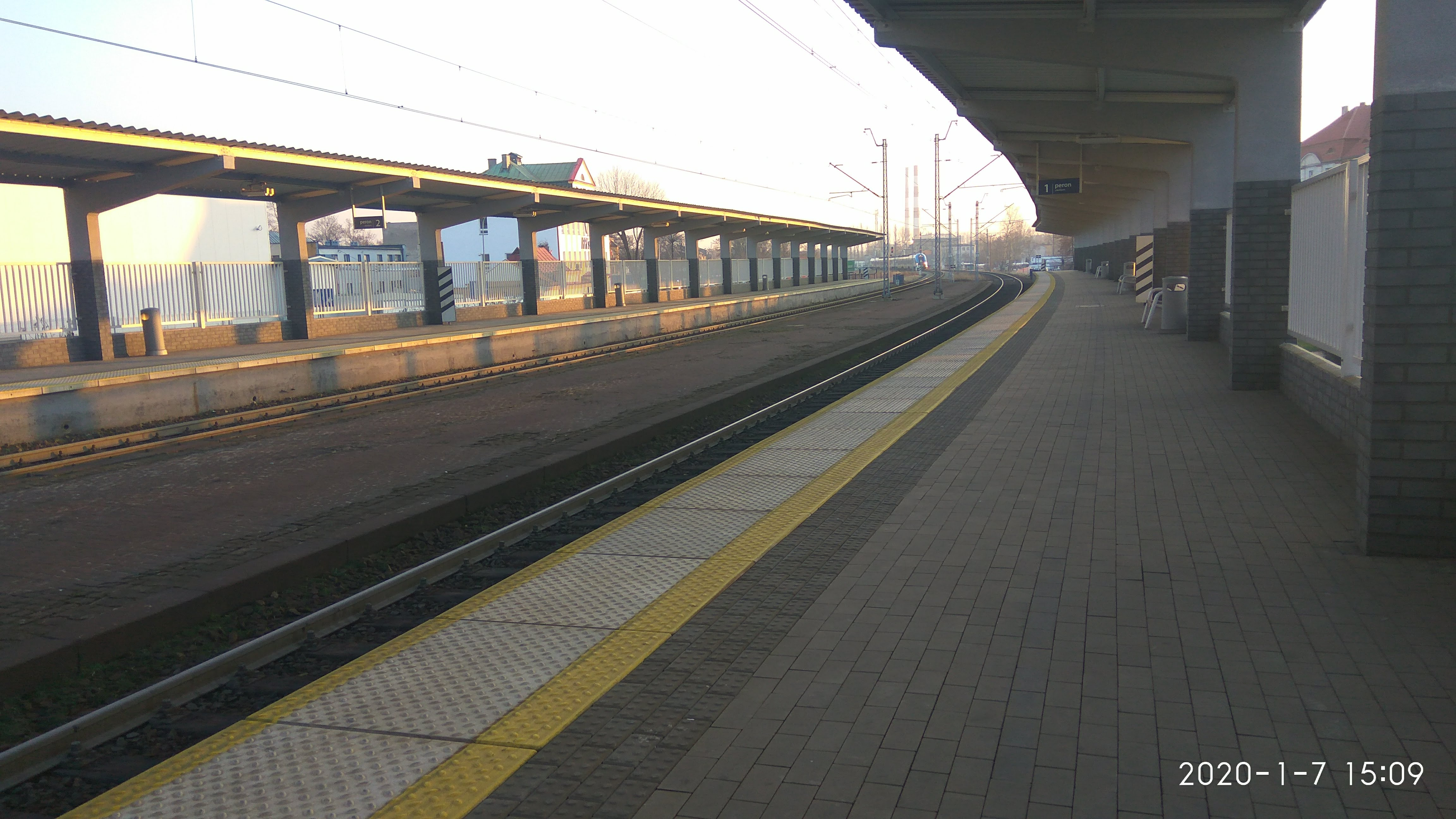
Widok na peron 1 i 2

Będzin Miasto – przystanek osobowy w Będzinie, w województwie śląskim, w Polsce. Stacja obsługuje głównie połączenia lokalne w ramach konurbacji górnośląskiej, Metropolii i województwa. Jest też kilka połączeń ponadregionalnych do miast w innych województwach polski jak: Białystok, Gdynia, Lublin, Olsztyn czy Warszawa.  Zatrzymują się tutaj pociągi osobowe Kolei Śląskich i Polregio oraz pośpieszne PKP Intercity. 

## Dworzec
Pierwotny budynek dworcowy, mały i częściowo drewniany, powstały około roku 1859, szybko przestał odpowiadać potrzebom miasta. Nowy dworzec w stylu modernistycznym został zaprojektowany na powierzchni 4800 m² w 1927 roku przez Edgara Norwertha (konstruktorem był Stanisław Hempel). Budynek zrealizowała firma Pronaszko i Sobieszek, oddano go do użytku na wiosnę 1931, z dwuletnim opóźnieniem w stosunku do planów. Pomimo tego, że projekt dworca w Będzinie gotowy był w 1927, to brak funduszów oraz trudności związane z wykupem prywatnej działki sprawiły, że budynek oddano do użytku dopiero w 1931 roku. Przez wiele lat modernistyczny budynek dworca był reprezentacyjną wizytówką miasta, zanim rozpoczęła się jego degradacja. Przed 2006 dworzec znajdował się w bardzo złym stanie, wskutek wieloletnich zaniedbań remontowych.  W lecie 2006 rozpoczęto prace remontowe. W pierwszym etapie naprawiono dach, rozebrano szczyt komina na wieży i odtworzono go; wymieniono okna i drzwi. W drugim etapie wymieniono instalacje. Finałowy etap (2010–2012) polegał m.in. na zainstalowaniu windy, otwarciu budynku na plac Kolei Warszawsko-Wiedeńskiej poprzez powiększenie otworów okiennych w ścianie zachodniej, adaptacje powierzchni na parterze na lokale na wynajem.  

## Ruch pasażerski[6]
| Rok  | Wymiana pasażerska na dobę | Miejsca w Polsce |
| ---- | -------------------------- | ---------------- |
| 2017 | 700-999                    | bd.              |
| 2018 | 700-999                    | bd.              |
| 2019 | 700-999                    | 348.             |
| 2020 | 700-999                    | 297.             |
| 2021 | 700-999                    | 301.             |
| 2022 | 1100                       | 305.             |
| 2023 | 1200                       | 312.             |
| 2024 | 1400                       | 302.             |

## Infrastruktura
Na stacji znajdują się dwa zadaszone perony z udogodnieniami dla osób z niepełnosprawnością. Każdy peron zawiera jedną krawędź. Perony połączone są z budynkiem dworca przejściem podziemnym. W budynku dworca jest poczekalnia, kasa biletowa, automat biletowy Kolei Śląskich, toalety oraz lokale handlowo-usługowe. Po remoncie (2006–2012) w budynku dworca Będzin Miasto znalazła się siedziba straży miejskiej, filia nr 3 Miejskiej i Powiatowej Biblioteki w Będzinie, kawiarnia oraz kasa biletowa.

## Powiązania
Przed głównym wejściem do budynku dworca znajduje się stacja sytemu roweru miejskiego Metrorower nr 27796 oraz stojaki na rowery. W pobliżu stacji znajduje się postój taksówek oraz przystanek autobusowy Będzin Poczta (30m) w pobliżu wejścia głównego oraz Będzin Brata Alberta (200m) po wschodniej stronie stacji. Jeden z ważniejszych węzłów komunikacyjnych miasta, Będzin Stadion, umożliwiający połączenia autobusowe i tramwajowe, także do innych miast Metropolii, znajduje się w odległości 900m.